# Артишок
Артишо́к (лат. Cȳnara) — род растений семейства Астровые (Asteraceae).

## Этимология
Русское слово «артишок» было заимствовано через посредство англ. artichoke из итал. articiocco, carciofo, которое, в свою очередь, заимствовано из арабского al-khurshūf (الخرشوف).

## Биологическое описание

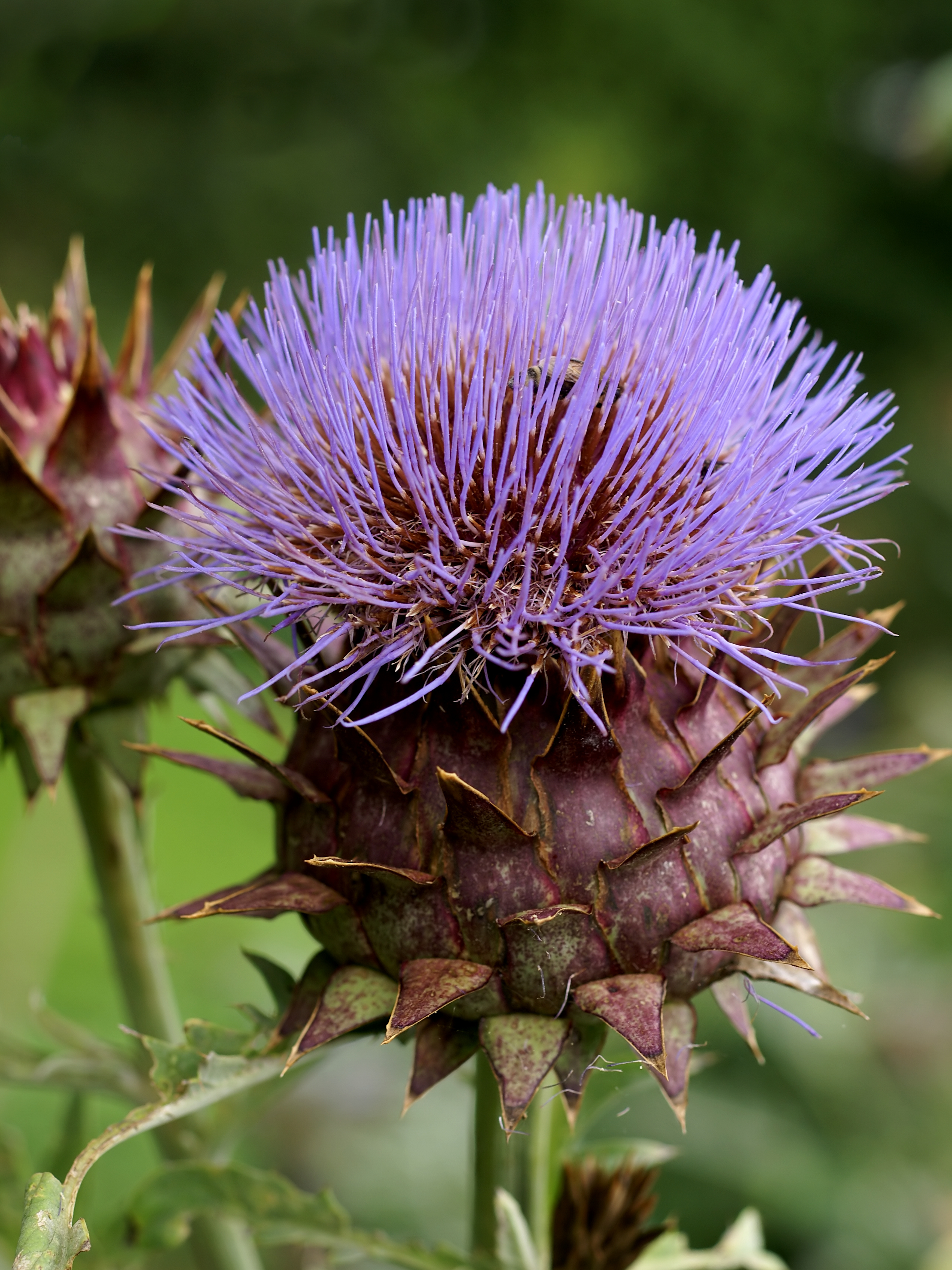
Соцветие Артишока испанского

Многолетние травянистые растения с прямым стеблем.
Листья широкие, крупные, перистые, снизу покрыты белыми волосками, собраны в прикорневую розетку.
Корзинки крупные, около 7,5 см в диаметре, многоцветковые.
Семянки обратнояйцевидные, толстоватые.

## Распространение и экология
Родиной этого рода является Средиземноморский регион и Канарские острова. Натурализирован повсеместно, в Австралии и Южной Америке считается злостным сорняком.
Предпочитает засушливый, тёплый климат.

## Классификация

### Таксономия
Род Артишок входит в семейство Астровые (Asteraceae) порядка Астроцветные (Asterales).
|  |                                      |  |                                                             |                                                             |                    |  | ещё 12 семейств (согласно Системе APG II) |                          |                          |                |
|  |                                      |  |                                                             |                                                             |                    |  |                                           |                          |                          | около 10 видов |
|  |                                      |  |                                                             | порядок Астроцветные                                        |                    |  |                                           |                          | род Артишок              |                |
|  |                                      |  |                                                             | порядок Астроцветные                                        |                    |  |                                           |                          | род Артишок              |                |
|  | отдел Цветковые, или Покрытосеменные |  |                                                             |                                                             | семейство Астровые |  |                                           |                          |                          |                |
|  | отдел Цветковые, или Покрытосеменные |  |                                                             |                                                             |                    |  |                                           |                          |                          |                |
|  |                                      |  | ещё 44 порядка цветковых растений (согласно Системе APG II) | ещё 44 порядка цветковых растений (согласно Системе APG II) |                    |  |                                           | ещё около 900—1000 родов | ещё около 900—1000 родов |                |
|  |                                      |  |                                                             | ещё 44 порядка цветковых растений (согласно Системе APG II) |                    |  |                                           |                          | ещё около 900—1000 родов |                |

### Виды
Существует около 10 видов растений:
- Cynara algarbiensis Coss. ex Mariz
- Cynara auranitica Post
- Cynara baetica (Spreng.) Pau
  - [syn.  Cynara alba DC.]
  - [syn.  Cynara hystrix Ball]
- Cynara cardunculus L. — Артишок испанский, или Кардон
  - [syn.  Cynara scolymus L. — Артишок колючий, или Артишок посевной]
- Cynara cornigera Lindl.
- Cynara cyrenaica Maire & Weiller
- Cynara humilis L. — Артишок приземистый
- Cynara syriaca Boiss.
- Cynara tournefortii Boiss. & Reut.

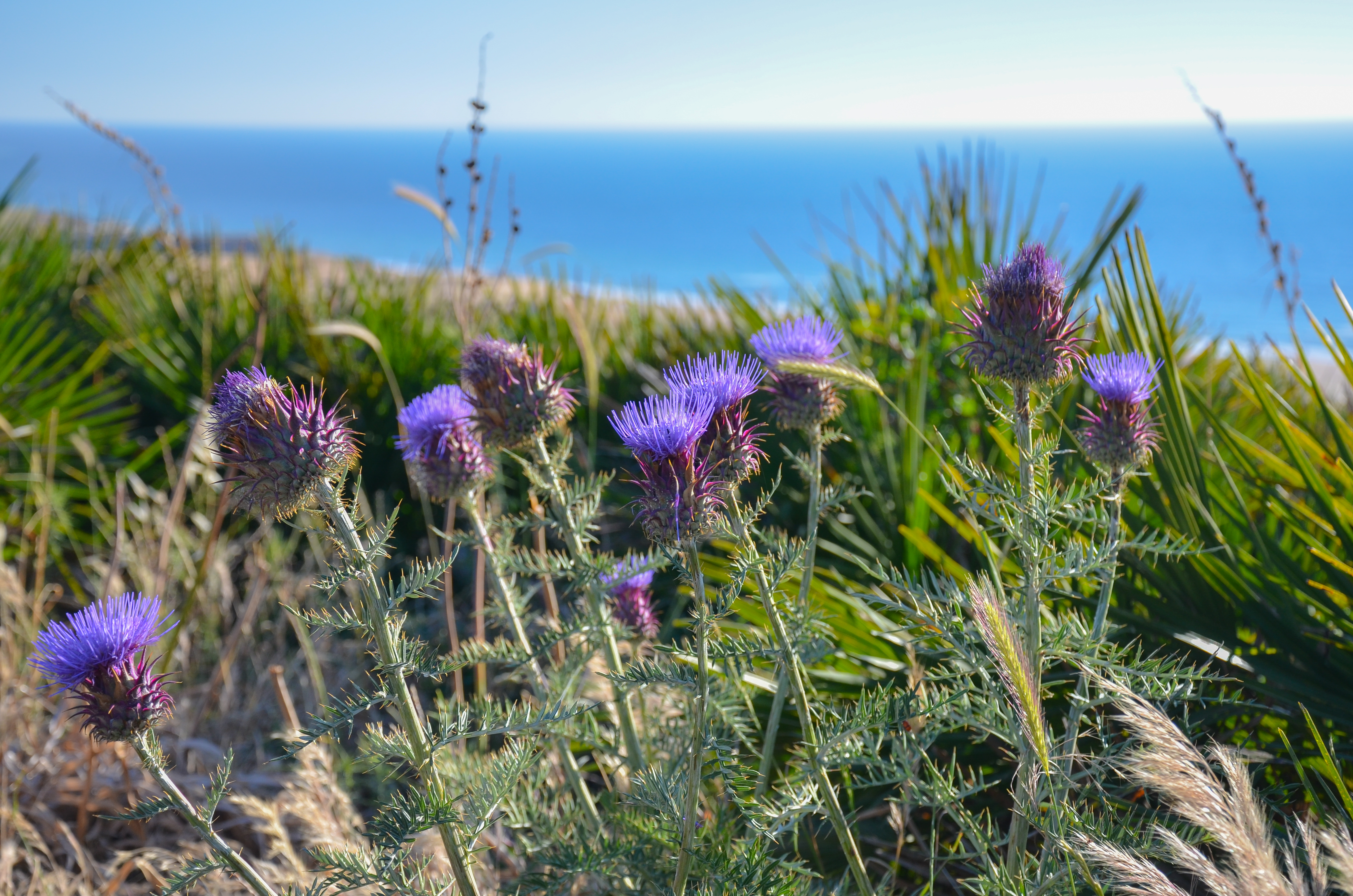
Cynara humilis на Атлантическом побережье Марокко

Китайский артишок, хотя и имеет похожее название, но относится к роду Чистец (Stachys).

## Применение
«Овощ», который употребляется в пищу, — это нераскрывшаяся корзинка будущего цветка, который в зрелом виде имеет сходство с чертополохом.
Известно более 140 разновидностей этого растения, но пищевую ценность представляют только около 40. В настоящее время артишок растёт в Центральной и Южной Европе, Северной Африке, Южной Америке и Калифорнии. Большинство артишоков выращивается как овощная культура в таких странах, как Франция, Испания, Италия.
Практически весь артишок, поставляемый на американский рынок, выращивается в Калифорнии, а калифорнийский городок Кастровилл претендует на мировую столицу артишока, хотя это звание с успехом могли бы оспорить Аликанте в Испании и Бриндизи в Италии.
Преимущественно готовят свежие артишоки, они могут храниться неделю, но свой аромат начинают терять сразу после срезания. Употребление артишоков разнообразно — их подают и в качестве самостоятельного блюда, и в качестве гарнира, с ним делают салаты и пиццы, также его добавляют к макаронным изделиям, тушёным блюдам и пирогам. С артишоками готовят даже десерты и хлеб. Артишоки подают и в горячем, и в холодном виде.
Артишоки собирают на нескольких стадиях их созревания. Совсем молодые артишоки, которые бывают размером с куриное яйцо или меньше, могут употребляться в пищу целиком в сыром или полусыром виде. Маленькие и средние артишоки используются также для консервирования и маринования (с морской водой или оливковым маслом с добавлением различных трав). Крупные артишоки (размером с крупный апельсин) употребляются в пищу только в отварном виде и только частично (перед варкой у них отрезают жёсткие кончики листьев и удаляют жёсткие волоски в самом центре). Раскрывшиеся, жёсткие артишоки с побуревшими листьями уже непригодны к употреблению.
Благодаря содержанию цинарина артишок применяется в медицине как гепатопротектор. Считается, что лекарственные препараты на основе экстракта артишока стимулируют увеличение выработки желчи и желчных кислот. Эти препараты используются при лечении гепатитов, алкогольной интоксикации, холецистита, цирроза, хотя доказательств эффективности экстракта артишока не существует.
Листья, соцветия, стебель и корни растения используются во Вьетнаме для приготовления артишокового чая. Вкус заваренного напитка напоминает кофе и действует как тонизирующее средство.